# So Lonely (One & Only Part II)
A So Lonely Twista amerikai rapper és Mariah Carey énekesnő duettje. A dal Twista The Day After című albuma harmadik és Carey The Emancipation of Mimi című albuma hatodik kislemezeként jelent meg; Mariah albumainak csak az új kiadásain szerepel (Platinum Edition és Ultra Platinum Edition). A dal a The Emancipation of Mimi albumon szereplő One and Only című dal folytatása, ami szintén Mariah és Twista duettje.

## Fogadtatása
A dal 2006. január 18-án jutott el a rádiókhoz, de több helyen már jóval korábban, 2005 szeptember végén hallható volt. 2005 végén tették letölthetővé az iTunes-ról. A Billboard Bubbling Under Hot 100 Singles slágerlistáján a 15. helyre került. Sem a Pop 100, sem a Hot R&B/Hip-Hop Singles & Tracks slágerlistán nem jutott a Top 40-be, de a Rhythmic Top 40-re felkerült. Videóklip nem készült hozzá.
A dalnak két változata létezik: a The Emancipation of Mimi albumon szereplőnek hosszabb intrója van és több énekelt része, mint a The Day Afteren lévőnek.

## Helyezések
| Slágerlista (2006)                             | Legmagasabb helyezés |
| ---------------------------------------------- | -------------------- |
| USA Billboard Bubbling Under Hot 100 Singles   | 14                   |
| USA Billboard Pop 100                          | 89                   |
| USA Billboard Hot R&B/Hip-Hop Singles & Tracks | 65                   |
| USA Billboard Rhythmic Top 40                  | 40                   |
| Brit Top 40 kislemezlista                      | 2                    |